# Магелланов аттагис
Магелланов аттагис (лат. Attagis malouinus) — вид птиц из семейства зобатых бегунков. Подвидов не выделяют.

## Распространение
Обитают в Аргентине и Чили. Случаются залёты на Фолклендские острова, вид был описан по птице, добытой именно там, а видовой эпитет malouinus по-французски означает эти острова.

## Внешний вид
Длина тела от 26,5 до 29 см, масса от 310 до 400 г. Самцы и самки в основном похожи (с небольшими различиями).

## Образ жизни
Питается ягодами и другим растительным материалом. В кладке обычно 4 яйца.